# Reprezentacja Litwy w piłce wodnej kobiet
Reprezentacja Litwy w piłce wodnej kobiet – zespół, biorący udział w imieniu Litwy w meczach i sportowych imprezach międzynarodowych w piłce wodnej, powoływany przez selekcjonera, w którym mogą występować wyłącznie zawodnicy posiadający obywatelstwo litewskie. Za jej funkcjonowanie odpowiedzialny jest Litewski Związek Pływacki (LVSF), który jest członkiem Międzynarodowej Federacji Pływackiej.